# Dark Moor (album)
Dark Moor je čtvrté album od španělské heavy metalové kapely s prvky neo-classical metalu, power metalu, progressive metalu, symphonic metalu Dark Moor.

## Seznam skladeb
1. A Life for Revenge
2. Eternity
3. The Bane of Daninsky (The Werewolf)
4. Philip, The Second
5. From Hell
6. Cyrano of Bergerac
7. Overture (Attila)
8. Wind Like Stroke (Attila)
9. Return for Love (Attila)
10. Amore Venio (Attila)
11. The Ghost Sword (Attila)
12. The Dark Moor
13. The Mysterious Maiden (Bonus track)